# Swertia polynectaria
Swertia polynectaria är en gentianaväxtart som beskrevs av Ernest Friedrich Gilg. Swertia polynectaria ingår i släktet Swertia och familjen gentianaväxter. Inga underarter finns listade i Catalogue of Life.